# Marino Marini (chanteur)
Pour les articles homonymes, voir Marino Marini et Marini.
Marino Marini, né le 11 mai 1924 à Seggiano et mort le 20 mars 1997 dans la même ville, est un chanteur, compositeur et producteur discographique italien.

## Biographie
Né en Toscane, d'une famille de musiciens originaire de Montecelio, près de Rome, il passe son adolescence à Bologne où il étudie le violon et la composition au conservatoire de la ville. Après la guerre, il devient directeur artistique d'un théâtre à Naples et il perfectionne sa formation musicale au Conservatoire de San Pietro a Majella.
En août 1949, il est engagé comme musicien sur le Sobieski, un bateau polonais qui l'amène aux États-Unis où il s'installe au Greenwich Village, ce qui le rend familier de la musique de Broadway, le be-bop et le jazz.
À son retour en Italie il forme un quartette qui anime les soirées de La Conchiglia à Naples, en chantant des standards internationaux et des chansons napolitaines. En 1955, il s'installe à Milan et produit ses premiers disques avec Durium. En 1958 il débute à Paris et obtient un succès inattendu à l'Olympia. Bambino, version française de Guaglione, reprise par Dalida, ainsi qu'une quinzaine d'autres chansons qui lui ouvrent le succès non seulement en France, mais au Moyen-Orient, en Amérique latine et au Japon. En 1958, il se produit en Grande-Bretagne où il épaule Jerry Lewis au London Palladium. Son morceau le plus célèbre est La più bella del mondo qui obtient un grand succès commercial dans la version de Don Marino Barreto Junior et qui est ensuite chanté par Luis Mariano.
Sa postérité est entre autres assurée par la présence dans de nombreuses œuvres audiovisuelles de sa version italienne de la chanson Come prima.
Les enregistrements de Marini à la fin des années 1950 et au début des années 1960 comprenaient des reprises de "Volare" et de "Ciao ciao bambina" de Domenico Modugno et de "Marina" de Rocco Granata. En 1960, il remporte le premier et le deuxième prix du festival de la chanson de Naples avec "Serenata a Margellina" et "Uè uè uè che femmena". En 1958, il interprète "The Honeymoon Song" de Mikis Theodorakis dans le film Honeymoon de Michael Powell.
Après la dissolution en 1960 du premier quatuor, un nouveau quatuor est formé en 1961 avec Marini, Bruno Guarnera (guitare), Pepito di Pace (batterie) et Vittorio Benvenuti (basse, chant, danse). Le quatuor se reforma en 1963 avec Francesco Ventura (guitare), Sergio (batterie) et Franco Cesarico (guitare basse et voix).
La musique de Marino Marini était enracinée dans la tradition de la chanson italienne, et en particulier de la chanson napolitaine, car il se produisait parfois dans la langue napolitaine (par exemple "Maruzzella"). Beaucoup de ses numéros sont en 4/4 ou 4/8, mais il a parfois utilisé le rythme tarentelle 6/8 avec un tempo décalé accentué par le piano sur le deuxième et le quatrième temps. Il a joué dans plusieurs styles et genres, réinterprétant des standards américains ou des chansons pop actuelles (par exemple "Just Young") et utilisant des rythmes de danse tels que le cha-cha-cha, le twist, le letkiss et la samba. Il a souvent combiné les genres (par exemple la chanson napolitaine et la samba dans "Ciccio 'o piscatore").
Il a fait un usage innovant de la chambre d'écho (en utilisant une de ses propres conceptions) et aurait été le premier artiste européen à utiliser le mixage sonore sur scène, anticipant les techniques utilisées par les musiciens de rock dans les années 1960.
Parmi les interprètes qu'il a influencés figurent la chanteuse française Dalida et la franco-italienne Caterina Valente.
Il prend sa retraite du spectacle en 1966 mais continue à composer.
Il meurt le 20 mars 1997 à Milan, à l'âge de 72 ans.